# آموس وايلدر
آموس وايلدر (بالإنجليزية: Amos Wilder)‏ هو عالم عقيدة أمريكي، ولد في 18 سبتمبر 1895 في ماديسون في الولايات المتحدة، وتوفي في 4 مايو 1993 في كامبريدج في الولايات المتحدة.